# Ёнтала (приток Юга)
Ёнтала (устар. Юнтала, устар. Энтала) — река в Вологодской области России. Протекает по территории Кичменгско-Городецкого района. Длина — 121 км, площадь водосборного бассейна — 1450 км².

## Течение
Исток реки на склонах Северных Увалов близ границы с Костромской областью. Исток лежит на глобальном водоразделе Каспийского и Белого морей, рядом находятся верховья реки Вохма. Высота истока более 185,2 м над уровнем моря. Генеральное направление течения — север, в низовьях — северо-запад, протекает по волнистой равнине. Крупнейшие населённые пункты на реке — посёлок Устье Харюзово и село Верхняя Ентала, помимо них река протекает большое количество деревень. Впадает в реку Юг в 176 км от устья по правому берегу чуть ниже деревни Олятово. Ширина в нижнем течении около 40 метров.

## Притоки (км от устья)
- 16 км: река Уденица (пр)
- 25 км: река Пырица (пр)
- 39 км: река Пырица (пр)
- 56 км: река Кузюг (лв)
- 57 км: река Малая (пр)
- 89 км: река Большая Княжая (пр)
- 99 км: река Харюзовка (пр)
- 109 км: река Светлая (лв)
- 114 км: река Чёрная (лв)

## Данные водного реестра
По данным государственного водного реестра России относится к Двинско-Печорскому бассейновому округу, водохозяйственный участок реки — Юг, речной подбассейн реки — Малая Северная Двина. Речной бассейн реки — Северная Двина.
Код объекта в государственном водном реестре — 03020100212103000011085.